# モン＝ザン＝バルール
モン＝ザン＝バルール （Mons-en-Barœul）は、フランス、オー＝ド＝フランス地域圏、ノール県のコミューン。

## 由来
Mons-en-Barœulとは、バルールにある山を意味する。バルールとは、中世のリール近郊に広がっていた森に由来する地名である。

## 歴史
16世紀以前のまちの歴史については不明な点が多い。一部が神聖ローマ帝国領であったが、リール領主の支配下にはなかった。非常に長い間単なる農村で、18世紀のモン＝ザン＝バルールは、リールからルーベに向かう主要道沿いに集落が点在し、教会のない小さな村だった。1844年にモン＝ザン＝バルールは独立した教区となり、このときサン＝ピエール教会が建てられた。第二次世界大戦後、新たな地区がつくられ、集合住宅郡が建設された。

## 人口統計
| 1962年 | 1968年 | 1975年 | 1982年 | 1990年 | 1999年 | 2006年 |
| ------ | ------ | ------ | ------ | ------ | ------ | ------ |
| 11 531 | 14 113 | 28 070 | 26 638 | 23 578 | 23 004 | 22 360 |

参照元:1968年以降Insee ·  ·  · 

## 経済
ハイネケン社工場、および保険会社AG2R La Mondialeの本社がある。

## 出身者
- ミシェル・ビュトール